# 1280 Baillauda
1280 Baillauda este o planetă minoră (asteroid), cu un diametru de 50,83 km, din centura de asteroizi. A fost descoperită pe 18 august 1933 la Observatorul Regal al Belgiei⁠(d) de Eugène Joseph Delporte și a fost numită după Jules Baillaud. 
Obiectul prezintă o orbită caracterizată de o semiaxă mare de 3,4129046 UAi, o excentricitate de 0,051219, o înclinație de 6,4606 ° în raport cu ecliptica.